# Polk City (Flórida)
Polk City é uma vila localizada no estado americano da Flórida, no condado de Polk. Foi incorporada em 1925.

## Geografia
De acordo com o United States Census Bureau, a vila tem uma área de 5,1 km², onde 4,4 km² estão cobertos por terra e 0,7 km² por água.

### Localidades na vizinhança
O diagrama seguinte representa as localidades num raio de 24 km ao redor de Polk City.

## Demografia
Segundo o censo nacional de 2010, a sua população é de 1 562 habitantes e sua densidade populacional é de 354,7 hab/km². Possui 661 residências, que resulta em uma densidade de 150,1 residências/km².